# Boësse
Boësse è un comune francese soppresso, che contava 429 abitanti, situato nel dipartimento delle Deux-Sèvres nella regione dell'Aquitania-Limosino-Poitou-Charentes.
A seguito della fusione con i comuni di Argenton-Château e Sanzay dal 1º settembre 2006 forma il comune di Argenton-les-Vallées.